# Farula malkini
Farula malkini är en nattsländeart som beskrevs av Ross 1950. Farula malkini ingår i släktet Farula och familjen Uenoidae. Inga underarter finns listade i Catalogue of Life.